# Psyko Punkz
Psyko Punkz, pseudoniem van Wietse Amersfoort (19 juli 1986), is een Nederlandse hardstyle-artiest. Hij begon zijn carrière samen met Sven Sieperda waarna ze in 2016 besloten uit elkaar te gaan. Sieperda treed nu op onder de artiestennaam Keltek.

## Carrière
Ze kwamen voor het eerst in aanraking met hardstyle op het feest Shockers in de RAI Amsterdam in 2002, waar DJ Dana de laatste set draaide. Psyko Punkz stond 2 keer in de Dj Mag Top 100 op nummer 78 en 67. Verdere inspiratie haalt hij onder andere uit de artiest Deadmau5.
Psyko Punkz heeft samengewerkt met o.a. "The Iceman" Wim Hof, Dope D.O.D., Murda Turk, Chris Willis en MC Lyte. In de hardstyle heeft hij samenwerkingen met onder andere Headhunterz, Noisecontrollers, Coone, Sound Rush en B-Front. 
in 2011 werd Psyko Punkz op de Hard Dance Awards als "Best New Face" (beste binnenkomer) verkozen. Op de Fear FM Awards werd hun nummer ''Bass Boom'' verkozen als beste nummer van 2010.

## Discografie
| Jaar | Titel |
| ---- | --- |
| 2008 | Raise Your Hands / Hardest Heartz - Uitgebracht: 5 november - Label: Dirty Workz - Drager: 12″ |
| 2009 | Ghostclass / 2 Follow - Uitgebracht: 5 oktober - Label: Dirty Workz - Drager: 12″ |
| 2009 | Overclipping / Uncut - Uitgebracht: 12 maart - Label: Dirty Workz - Drager: 12″ |
| 2009 | Capital Of The Harder Styles (Bassleader 2009 Anthem) - Uitgebracht: 23 maart - Label: Zoo Records - Drager: 12″ |
| 2009 | After MF / Preview - Uitgebracht: 11 december - Label: Dirty Workz - Drager: 12" |
| 2010 | Rock Ya Attitude / Digging For Truth - Uitgebracht: 3 mei - Label: Dirty Workz - Drager: 12″ |
| 2010 | Pull Your Strings / Feel The Rhythm - Uitgebracht: 25 augustus - Label: Dirty Workz - Drager: 12" |
| 2010 | Bass Mechanics / Universe - Uitgebracht: 8 november - Label: Fusion Records - Drager: Download |
| 2010 | BassBoom E.P. Tracks: 1: Bassboom 2: Nitro Man - Techno Prime (Psyko Punkz Remix) 3: Dirty Soundz (feat: Coone) 4: Voices - Uitgebracht: 22 november - Label: Dirty Workz - Drager: 12″ |
| 2011 | The Words E.P. Tracks: 1: The Words 2: Psyko Soldier 3: Left With The Wrong - Uitgebracht: 6 mei - Label: Dirty Workz - Drager: Download |
| 2011 | Alpha2 - Unleashed (Psyko Punkz Remix) - Uitgebracht: 23 mei - Label: Scantraxx - Drager: Digital Download |
| 2011 | Dreamer / No Fear - Uitgebracht: 22 augustus - Label: Dirty Workz - Drager: Download, 12″ |
| 2012 | Let's Get Ill / Feel The Rhythm (Alpha² Remix) - Uitgebracht: 11 januari - Label: Dirty Workz - Drager: Download |
| 2012 | Beyond Belief (Official Reverze 2012 Anthem) - Uitgebracht: 27 februari - Label: Dirty Workz - Drager: Download |
| 2012 | Disrespect (feat: Headhunterz) - Uitgebracht: 15 maart - Label: Scantraxx - Drager: Digital Download CD |
| 2012 | Dj Isaac - On The Edge (Psyko Punkz Remix) - Uitgebracht: 23 april - Label: Dirty Workz - Drager: Digital Download |
| 2012 | Psyko Foundation / Left With The Wrong (TNT Remix) - Uitgebracht: 4 mei - Label: Dirty Workz - Drager: Download |
| 2012 | TNT - Utta Wanka (Psyko Punkz Remix) - Uitgebracht 25 mei - Label: Titanic Records - Drager: Digital Download |
| 2012 | Punani (Psyko Punkz Remix) - Uitgebracht: 31 mei - Label: Dirty Workz - Drager: Download |
| 2012 | Fight 4 Your Right 2 Party (Q-Base Dirty Workz Anthem 2012) - Uitgebracht: 5 september - Label: Q-Dance Records - Drager: Download |
| 2012 | Fate or Fortune (Qlimax 2012 Anthem) - Uitgebracht: 4 oktober 2012 - Q-Dance Records - Drager: Download |
| 2012 | Stream Of Blood / Phone Prank - Uitgebracht: 13 december - Label: Dirty Workz - Drager: Download |
| 2013 | Trippy Hippie (Ft. Murda) - Uitgebracht: 26 augustus - Label: Q-dance Records - Drager: Digital Download |
| 2013 | Love This Life - Uitgebracht: 17 juni - Label: Q-dance Records - Drager: Digital Download |
| 2013 | Psyko Soldier (Toneshifterz Remix) - Uitgebracht: 5 juni - Label: Dirty Workz - Drager: Digital Download |
| 2013 | Electro Bam - Uitgebracht: 15 maart - Label: Q-dance Records - Drager: Digital Download |
| 2014 | We Stay Up - Uitgebracht: 20 oktober - Label: Shadow Mask Music - Drager: Digital Download |
| 2014 | Back Again (Official Decibel 2014 Anthem) - Uitgebracht: 1 juli - Label: B2S Records - Drager: Digital Download |
| 2014 | Drunken Masta (Ft. Dope D.O.D.) - Uitgebracht: 23 juni - Label: Shadow Mask Music - Drager: Digital Download |
| 2014 | This Is Your Life (Psyko Punkz, MC Lyte, Chris Willis) - Uitgebracht: 31 maart - Label: Shadow Mask Music - Drager: Digital Download |
| 2014 | Hardwell & Joey Dale - Arcadia (Psyko Punkz Remix) - Uitgebracht: 15 september - Label: Revealed Recordings - Drager: Digital Download |
| 2014 | Rock Ya Attitude (Hard Driver Remix) - Uitgebracht: 10 oktober - Label: Dirty Workz - Drager: Digital Download |
| 2015 | Hit The Bong - Uitgebracht: 28 april - Label: Dirty Workz - Drager: Digital Download |
| 2015 | Like A Loco - Uitgebracht: 12 maart - Label: Dirty Workz - Drager: Digital Download |
| 2015 | Bloodhound Gang - Clean Up In Aisle Sexy(Psyko Punkz Remix) - Uitgebracht: 12 mei - Label: Jimmy Franks Recording Company - Drager: Digital Download 12" |
| 2015 | Doutzen (ft Murda) - Uitgebracht: 7 juli - Dirty Workz - Drager: Download |
| 2015 | Frozen Planet (Bassleader 2015 Anthem) - Uitgebracht: 21 augustus - Dirty Workz - Drager: Download |
| 2015 | Rough MF - Uitgebracht: 25 september - Label: Dirty Workz - Drager: Digital Download |
| 2016 | Donkey Rollers - Strike Again (Psyko Punkz Remix) - Uitgebracht 1 februari - Label: Fusion - Drager: Digital Download |
| 2016 | Born As A Rebel - Uitgebracht: 16 februari - Label: Dirty Workz - Drager: Digital Download |
| 2016 | After MF 2016 / Psyko Foundation (Tha Playah's Remix) - Uitgebracht 13 april - Label: Dirty Workz - Drager: Digital Download |
| 2016 | Ninja (feat: Massive New Krew) - Uitgebracht: 30 mei - Label: Dirty Workz - Drager: Digital Download |
| 2016 | Spaceship - Uitgebracht: 9 september - Label: Q-Dance Records - Drager: Digital Download |
| 2016 | Rise Of The Restless (The Qontinent 2016 Anthem) - Uitgebracht: 29 juli - Label: Q-Dance Records - Drager: Download |
| 2017 | Wietse. (Album) Tracks: 1. Enjoy The Ride 2. Define God 3. Spaceship 4. Dance 5. Psyko Prince 6. Without The Scars 7. No Bad People 8. My Style 9. Rockstar 10. Play The Drum 11. F#*k The Fame 12. Up And Down 13. The Secret 14. Make The Beat Go 15. Hiphop Mashup (as Mr. Psyko) 16. Bootje Varen - Uitgebracht: 21 april - Label: Dirty Workz - Drager: Digitale download, cd |
| 2017 | Psyko Foundation (The Prophet Remix) - Uitgebracht: 26 september - Label: Dirty Workz - Drager: Digital Download |
| 2017 | Left With The Wrong (Warface Remix) - Uitgebracht: 6 november - Label: Dirty Workz - Drager: Digital Download |
| 2017 | Make The Fire Burn - Uitgebracht: 20 november - Label: Dirty Workz - Drager: Digital Download |
| 2018 | Teleportation - Uitgebracht: 8 maart - Label: Dirty Workz - Drager: Digital Download |
| 2018 | Unbreakable (feat: Dj Isaac & Sound Rush) - Uitgebracht: 20 april - Label: Dirty Workz - Drager: Digital Download |
| 2018 | New Earth - Uitgebracht: 31 augustus - Label: Q-Dance Records - Drager: Digital Download |
| 2018 | Never Surrender (feat: Devin Wild) - Uitgebracht: 3 oktober - Label: Scantraxx - Drager: Digital Download |
| 2018 | The Apex (feat: Keltek) - Uitgebracht: 14 november - Label: Dirty Workz - Drager: Digital Download |
| 2019 | Victorious - Uitgebracht: 21 februari - Label: Dirty Workz - Drager: Digital Download |
| 2019 | Life Is A Game (feat: Adosa and Mongoose) - Uitgebracht: 5 juni - Label: Dirty Workz - Drager: Digital Download |
| 2019 | Victorious - (Acoustic Version) - Uitgebracht: 2 september - Label: Dirty Workz - Drager: Digital Download |
| 2019 | Not An Addict (feat: Ran-d & K's Choice) - Uitgebracht: 1 november - Label: Armada - Drager Digital Download |
| 2019 | Energy (feat: B-Front) - Uitgebracht: 4 december - Label: Q-dance Records - Drager: Digital Download |
| 2020 | Olschool (feat: Rejecta & Devin Wild) - Uitgebracht: 15 januari - Label: Q-Dance Records - Drager: Digital Download |
| 2020 | Arriba (feat: Coone & Keltek) - Uitgebracht: 4 maart - Label: Q-Dance Records - Drager: Digital Download |
| 2020 | Together (feat: Frequencerz & E-Force & Villain) - Uitgebracht: 6 mei - Label: Q-dance Records - Drager: Digital Download |
| 2020 | After MF (Bass Modulators Remix) - Uitgebracht: 11 september - Label: Dirty Workz - Drager: Digital Download |

| Jaar | Nummer | Nummer | Nummer |
| ---- | ------ | ------ | ------ |
| 2011 | #78    | #78    | #78    |
| 2012 | #67    | #67    | #67    |

| Jaar |                                                              |
| ---- | ------------------------------------------------------------ |
| 2010 | ''NR1 Track Of The Year'' bij de Fear FM Awards met BassBoom |
| 2010 | ''Best Song'' bij Hard Dance Awards                          |
| 2011 | "Best New Group" bij Hard Dance Awards                       |